# Carlos Bernardo Moreno
Carlos Bernardo Moreno Lira (né le 28 octobre 1967) est un athlète chilien, qui représente son pays aux Jeux olympiques d'été de 1988 à Séoul, Corée du Sud. Sa spécialité est le sprint court. Il remporte plusieurs médailles aux championnats d'Amérique du Sud d'athlétisme.
Ses meilleurs temps sont de 10,25 s pour le 100 m et de 20,88 s pour le 200 m.

## Palmarès

### Championnats d'Amérique du Sud d'athlétisme
- Championnats d'Amérique du Sud d'athlétisme 1987 à São Paulo :
  -  Médaille d'argent au 100 mètres
  -  Médaille d'argent au 200 mètres
- Championnats d'Amérique du Sud d'athlétisme 1991 à Manaus :
  -  Médaille de bronze au 100 mètres